# Xenippa
Xenippa is een geslacht van rechtvleugeligen uit de familie veldsprinkhanen (Acrididae). De wetenschappelijke naam van dit geslacht is voor het eerst geldig gepubliceerd in 1878 door Carl Stål.

## Soorten
Het geslacht Xenippa omvat de volgende soorten:
- Xenippa elegans Kevan, 1966
- Xenippa viridula Stål, 1878